# Leona Woods

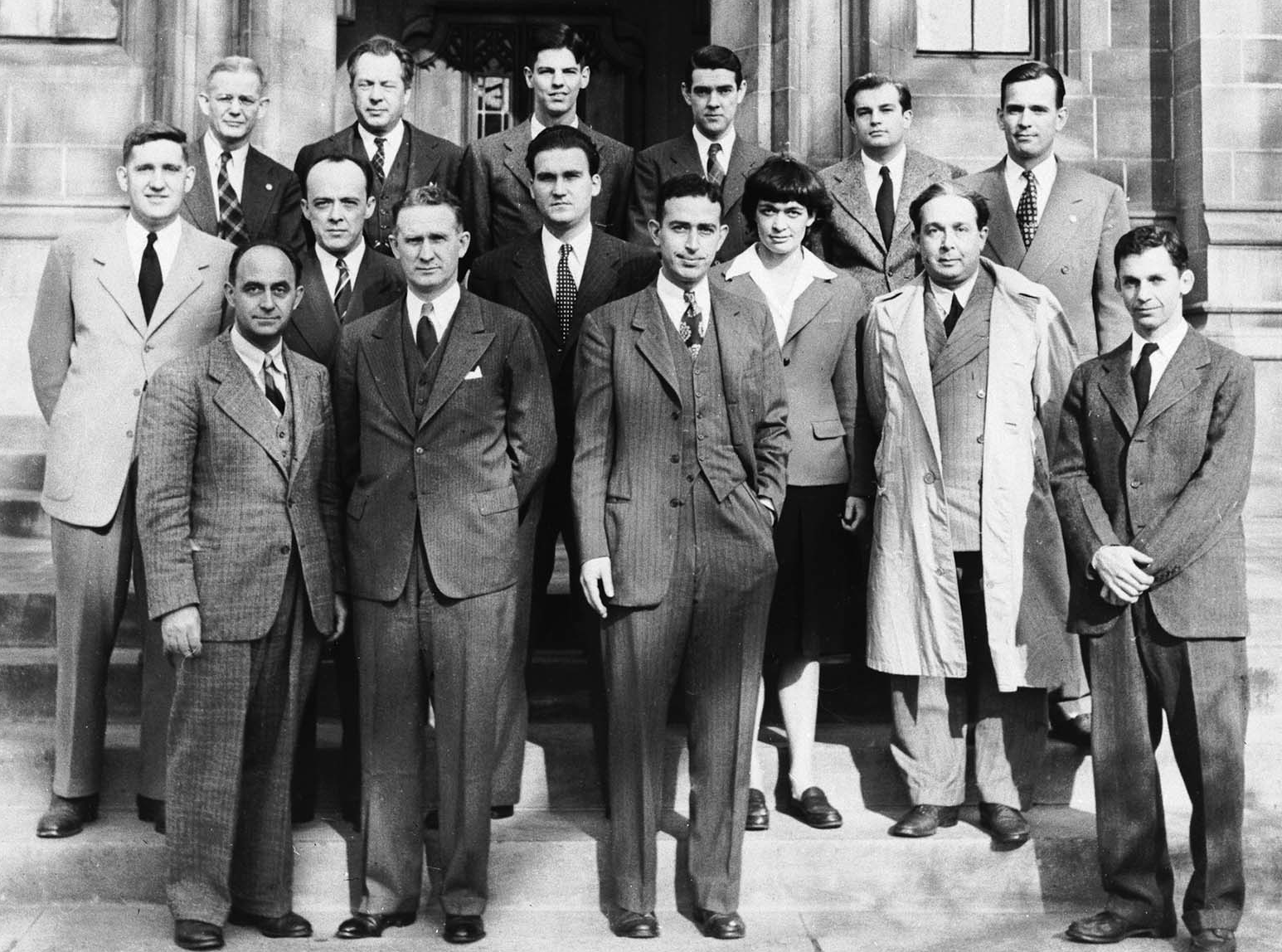
Leona Woods (vierde van links in de middelste rij) in een foto van het team dat de Chicago Pile 1-kernreactor ontwikkelde

Leona Woods (La Grange (Illinois), 9 augustus 1919 – Santa Monica (Californië), 10 november 1986), later Leona Woods Marshall en Leona Woods Marshall Libby geheten, was een Amerikaans natuurkundige die de eerste kernreactor en atoombom hielp ontwikkelen.

## Biografie
Woods was de dochter van Weightstill Arno Woods en Mary Leona Holderness Woods. Na de Lyons Township High School in La Grange studeerde ze natuurkunde aan de Universiteit van Chicago, waar ze een leerling was onder andere van Enrico Fermi en Robert Mulliken. Op 23-jarige leeftijd was Woods het jongste en enige vrouwelijke lid van het team dat 's werelds eerste kernreactor, Chicago Pile-1, ontwikkelde. Het project werd geleid door haar mentor Enrico Fermi. Woods speelde een sleutelrol in het ontwikkelen en gebruiken van geigertellers voor analyse tijdens de experimenten.
Tijdens de Tweede Wereldoorlog raakte ze betrokken bij het Manhattanproject om een atoombom te ontwikkelen. Ze overzag de bouw en werking van de Hanford Site, waar het plutonium voor het Manhattanproject werd geproduceerd. Ook loste ze, samen met haar eerste man John Marshall (1917-1997) het probleem op van xenonvergiftiging dat de Hanford-faciliteit teisterde.
In 1960 werd Woods docent fysica aan New York-universiteit (NYU). In deze periode was ze ook betrokken bij Brookhaven National Laboratory, waar een synchrocyclotron (een cyclotron om geladen deeltjes te versnellen) gebruikt werd. In haar laboratorium aan NYU onderzocht zij en haar staf kilometers microfilm-foto's van de deeltjes, op zoek naar het theoretische "ess"-deeltje, dat overigens nooit gevonden werd.
Drie jaar later werd ze hoogleraar deeltjesfysica, astrofysica en kosmologie aan de Universiteit van Colorado in Boulder (Colorado). In 1966 trouwde ze met haar tweede man, de Nobelprijswinnaar Willard Libby, en vertrok naar de Universiteit van Californië in Los Angeles (UCLA), waar ze hoogleraar werd in onder meer milieutechnologie.
Woods schreef ook een aantal boeken en artikelen. Naast haar wetenschappelijke publicaties schreef ze in 1979 het autobiografische The Uranium People over de beginjaren van het atoomonderzoek. Ook schreef ze in 1982 een biografie van haar man Willard Libby.